# Allerheiligen-Hofkirche

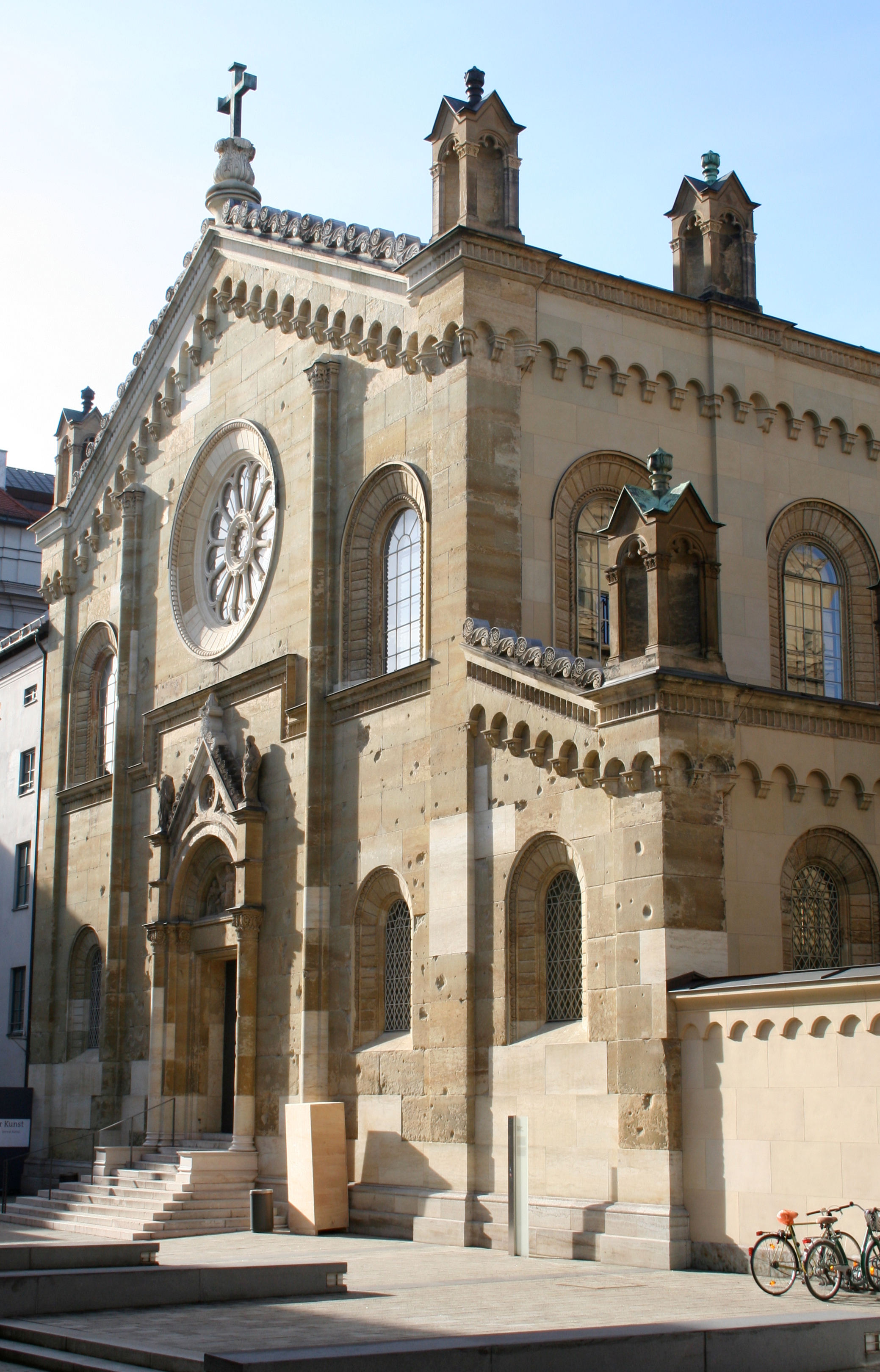
Mặt tiền của nhà thờ hoàng gia München

Allerheiligen-Hofkirche là nhà thờ ở Cung điện München do Leo von Klenze thiết kế và được xây dựng từ năm 1826 đến năm 1837. Nhà thờ bị bom trong Thế chiến II làm hư hỏng nặng nề và trong nhiều thập kỷ vẫn là một căn nhà bị tàn phá trước khi phục hồi được một phần và thế tục hóa. Nó bây giờ được sử dụng cho các buổi hòa nhạc và các buổi hội hè.

## Lịch sử
Allerheiligen-Hofkirche được Ludwig I của Bayern ủy nhiệm vào năm 1825, lấy cảm hứng từ Cappella Palatina, nhà nguyện hoàng gia Byzantine được trang trí rực rỡ ở Palermo, nơi ông đã tham dự Lễ Giáng sinh năm 1823. Sự ủy nhiệm này đánh dấu một sự đảo ngược chính sách thế tục hóa, được thực hiện dưới quyền của cha ông Maximilian I vào đầu thế kỷ. Leo von Klenze (1784-1864) tạo ra ra các mẫu thiết kế khác nhau trong khoảng từ 1826 đến 1828, sử dụng không chỉ Capella Palatina, mà cả vương cung thánh đường Thánh Máccô làm nguồn cảm hứng. Ngay cả trước khi một thiết kế đã được đồng ý đã có một lễ đặt viên đá đầu tiên vào năm 1826; và nhà thờ đã được hoàn thành và dành riêng cho ngày 29 tháng 10 năm 1837.

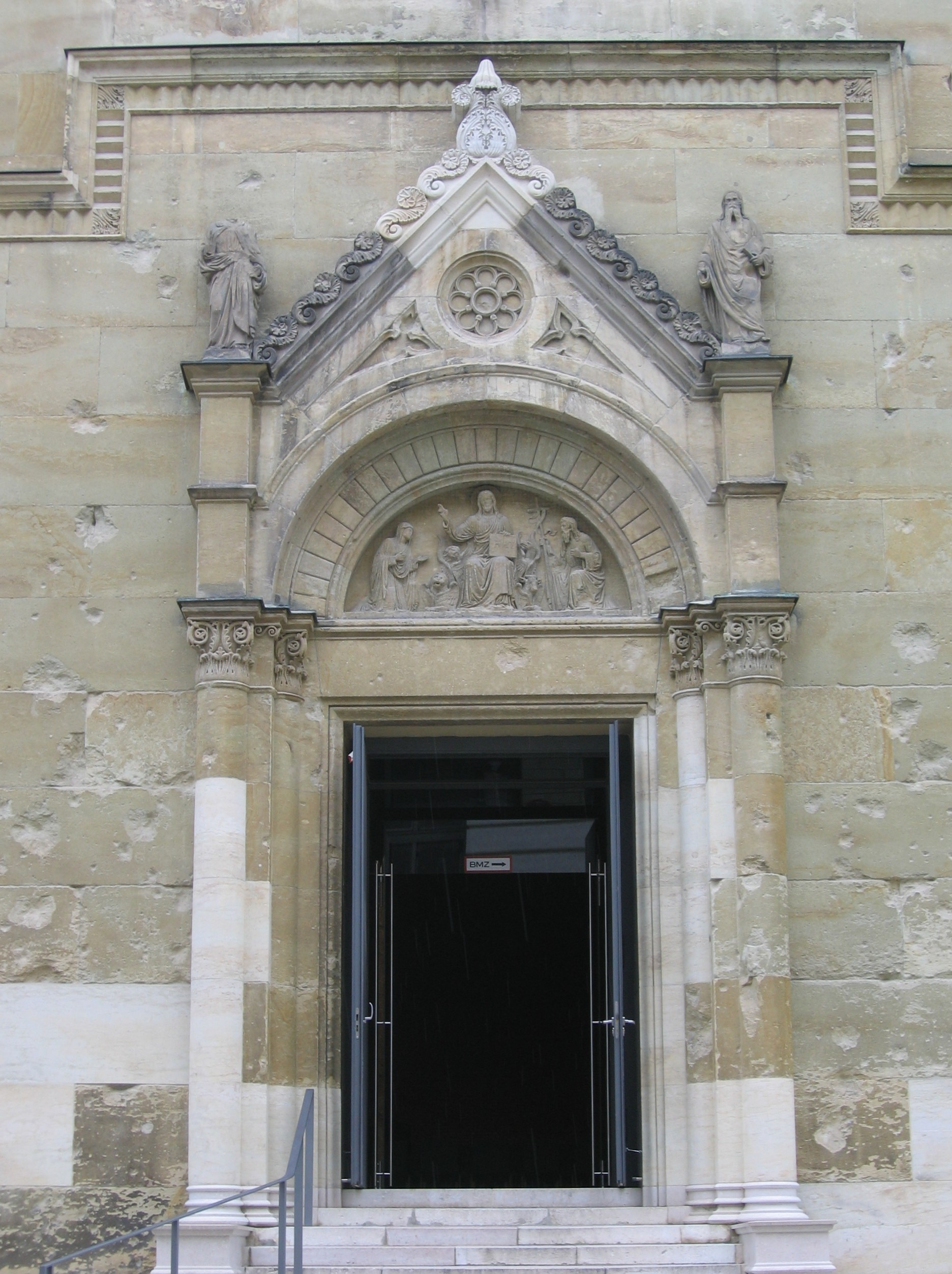
Cổng nhà thờ

Nhà thờ được thiết kế với lối vào riêng cho nhà vua từ trong cung điện. Lối vào công cộng đối mặt với hướng đông, về phía Marstallplatz. Ở phía trên cửa, một bức tượng chúa, mẹ Maria và Josef (deesis) được chạm khắc được bao bọc bởi một mái tường gothic, với các bức tượng của Thánh Phêrô và Thánh Phaolô ở hai bên. Bên trong, gian giữa của nhà thờ (nave) được làm bằng hai vòm và một hậu cung (apse), mỗi cái được ngăn cách bởi một hình cung bằng gạch. Những cái này, giống như những cột ngăn cách hành lang bên và hỗ trợ phòng trưng bày, ban đầu được trang trí rất phong phú. Heinrich von Hess với các trợ lý khác nhau đã tạo ra những bức tranh trên tường bằng vàng: mái vòm đầu tiên có những cảnh trong Cựu Ước, cái thứ hai Christ và các tông đồ, cùng với bốn nhà truyền giáo trong bốn góc, và hậu cung cho thấy Trinity ở trên tượng Maria.
Vào ngày 25 tháng 4 năm 1944, bom phá hủy tất cả ngoại trừ những bức tường bên ngoài. Các trang trí nội thất phong phú đã gần như hoàn toàn bị mất. Mặc dù các khu vực khác của cung điện được khôi phục ngay sau chiến tranh, nhà thờ bị hủy hoại này đã bị để cho hư hỏng trong nhiều năm. Năm 1986 có quyết định để khôi phục lại nó. Việc phục hồi được hoàn thành vào năm 2003, cùng với việc tạo mới một khu vườn kín, Kabinettsgarten, về phía bắc của nó . Không có nỗ lực để tạo lại đồ trang trí gốc trong tòa nhà đã được khôi phục, thay vào đó, sự đơn giản của nó cho thấy những phẩm chất kiến trúc của thiết kế của Klenze. Nó được sử dụng cho các buổi hòa nhạc và lễ lộc, trong giới hạn của việc tôn trọng mục đích trước đây của nó như là một nhà thờ . Đây là một địa điểm tổ chức hoà nhạc thường xuyên cho nhóm nghệ sĩ Taschenphilharmonie.